# Вільям Фіцджеральд, 2-й герцог Лейнстер
Вільям Роберт Фіцджеральд (англ. William Robert FitzGerald, 2nd Duke of Leinster; 12/13 березня 1749 — 20 жовтня 1804) — ІІ герцог Лейнстер, ірландський аристократ, землевласник, ліберальний політик, депутат парламенту Ірландії, масон, Великий Майстер Великої Ложі Ірландії. Народився в Лондоні.

## Життєпис
Вільям Роберт Фіцджеральд був депутатом парламенту Ірландії від міста Дублін в 1767—1773 роках, був депутатом парламенту Ірландії від графства Кілдер та міста Кілдер в 1768—1769 роках. У 1773 році він успадкував титули і маєтки свого батька — Джеймса Фіцджеральда — І герцога Лейнстер. Вільям Роберт Фіцджеральд отримав титул Верховного шерифа графства Кілдер. Політично він був лібералом, підтримував Ірландську патріотичну партію Генрі Греттена. Вільям став засновником Ірландського клубу вігів у 1789 році, він контролював 6 депутатів парламенту Ірландії палати громад. У 1779 році він отримав звання полковника і посаду командира Дублінського полку ірландських добровольців.
Він був масоном, у 1770 році Вільям Роберт Фіцджеральд став Гросмейстером Великої Ложі Ірландії. Цю посаду він займав протягом 2 років. Потім він ще раз був обраний на цю посаду в 1777 році. У 1783 році він був одним з перших лицарів ордену Святого Патріка.
У 1788—1789 роках він займав посаду Магістра Рукописів Ірландії. Це була посада була в першу чергу юридичною посадою. Вільяма Роберта Фіцджеральда звинувачували в некомпетентності під час перебування на цій посаді. У майбутньому вимагали, щоб цю посаду займав тільки професійний юрист.
Вільям Роберт Фіцджеральд був католиком, боровся за емансипацію католиків (у ті часи католики на території Британських володінь були абсолютно безправними), заснував католицьку семінарію в Мейнуті в 1795 році. У 1797 році Вільям Роберт Фіцджеральд залишив політичну діяльність, зайнявся лікуванням своєї хворої дружини, переїхав до Англії і перебував там же під час всього 1798 року, коли всю Ірландію охопило повстання за незалежність Ірландії.

## Родина

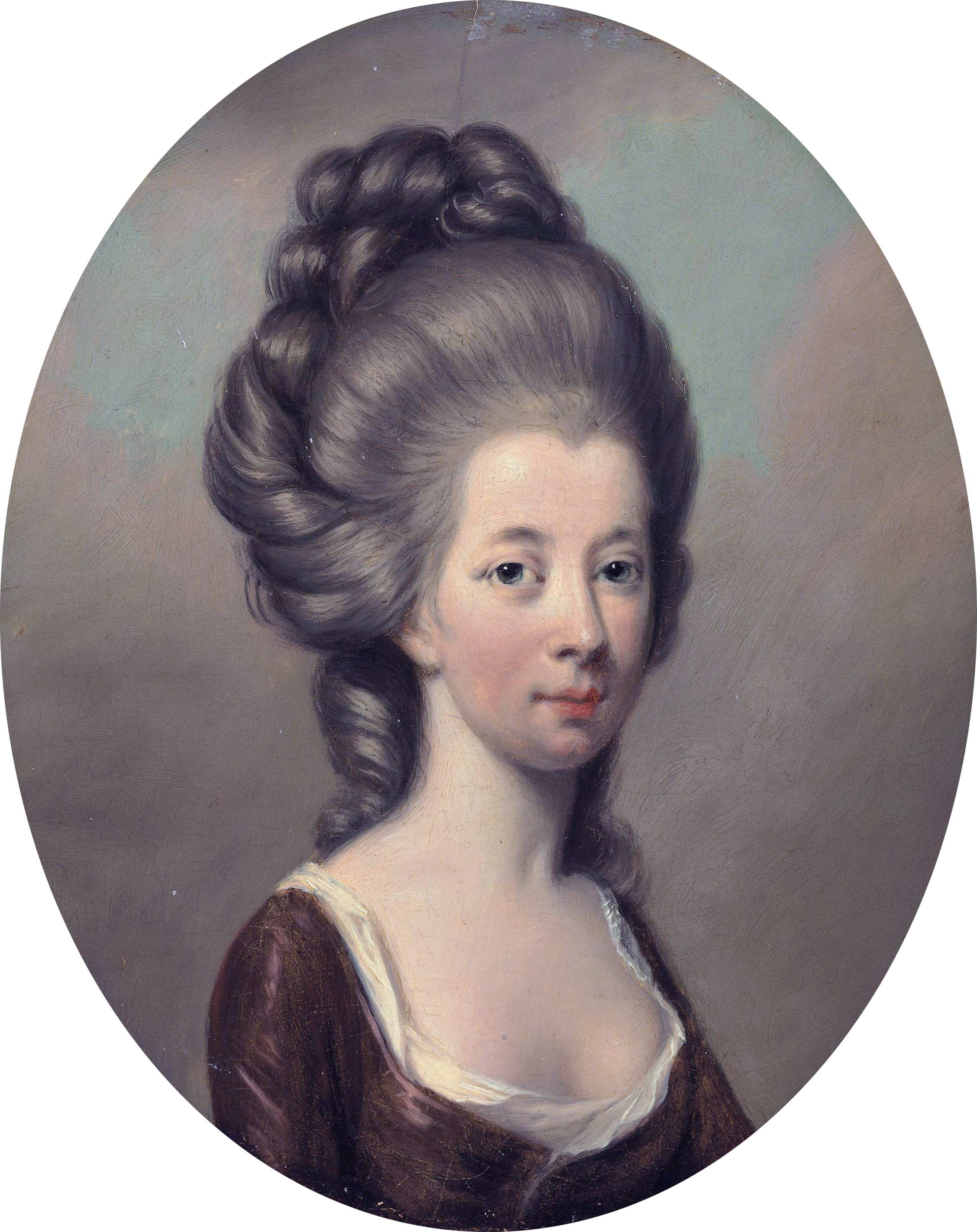
Леді Емілія — герцогиня Лейнстер.

Вільям Роберт Фіцджеральд був другим сином Джеймса Фіцджеральда — І герцога Лейнстер та леді Емілі Мері Леннокс. Хоча старший син був на той час живий, саме Вільям успадкував титули і володіння батька. 4 — 7 листопада 1775 року Вільям одружився з високоповажною Емілією Олівією Ашер Сент-Джордж — дочки Джорджа Сент-Джорджа — І барона Сент-Джордж та леді Елізабет Домінік. Його дружина Емілі померла в Лондоні 23 червня 1798 року. Вільям Роберт Фіцджеральд був старшим братом лорда Едварда Фіцджеральда — борця за свободу Ірландії, революціонера, що віддав життя за свободу Ірландії під час повстання 1798 року. Вільям був кузеном англійського ліберального політика Чарльза Джеймса Фокса. У шлюбі з Емілією Вільям мав наступних дітей:
- леді Мері Ребекка Фіцджеральд (6 травня 1777 — 28 вересня 1842) — одружилась 15 квітня 1799 року з сером Чарльзом Локхарт-Россом — VII баронетом Локхарт-Росс (пом. 8 лютого 1814)
- леді Емілі Елізабет Фіцджеральд (13 травня 1778 — 9 лютого 1856) — одружилась 13 березня 1801 року з Джоном Джозефом Генрі Страффаном (пом. 28 червня 1846)
- Джордж Фіцджеральд — маркіз Кілдер (20 червня 1783 — 10 лютого 1784)
- леді Сесілія Олівія Джеральдін Фіцджеральд (3 березня 1786 — Лондон, 27 липня 1863) — одружилась з Бойлом Фармом в місті Кінгстон-на-Темзі 18 серпня 1806 Томас Фолі. Бойл Фарм був ІІІ бароном Фолі (22 грудня 1780 — Лондон, 16 квітня 1833)
- леді Олівія Летиція Кетрін Фіцджеральд (9 вересня 1787 — Ванна, 28 лютого 1858) — одружилась в Лондоні 8 травня 1806 року з Чарльзом Кіннайрдом — VIII бароном Кіннайрд (12 квітня 1780 — Брайтон, 12 грудня 1826)
- Огастес Фіцджеральд — ІІІ герцог Лейнстер (1791—1874) — одружився з леді Шарлоттою Августою Стенхоуп (1793—1859)
- лорд Вільям Чарльз О'Браєн Фіцджеральд (4 січня 1793 — 8 грудня 1864) — одружився і мав дітей: Джеральдін Сідней Фіцджеральд (пом. в 1896). У другому шлюбі (2 жовтня 1855) був син Генрі Вільям Педжет Батлер (28 квітня 1831 — 14 листопад 1913)
- леді Ізабелла Шарлотта Фіцджеральд (пом. в 1868 року) — одружилась 1 червня 1809 року з генерал-майором Луїсом Гаєм Чарльзом Гійомом де Роан-Шабо — графом де Жарнак (1780—1875)
- леді Елізабет Фіцджеральд (пом. 28 лютого 1857) — одружилась 22 липня 1805 року з сером Едвардом Бейкером — І баронетом Бейкер (пом. 1825)

## Смерть і основні заслуги
Вільям Роберт Фіцджеральд був власником замків та палаців. Останні роки життя він жив і помер в замку Кілкеа, що в графстві Кілдер. Він був власником палацу Лейнстер-Хаус, що в Дубліні. У цьому палаці засідав парламент Ірландії. Нині саме в цьому будинку теж засідає нинішній парламент Ірландії. Він був одним із засновників ордена Святого Патріка в 1783 році і Королівської ірландської академії (1785). Він був інвестором компанії «Роял Канал», що почала роботу в 1790 році. Він володів 60 000 акрами землі в графстві Кілдер — біля замків Мейнут, Ратанган і Ахі. Він перебудував головний міст в Ахі через річку Барроу.